# Campylocheta teliosis
Campylocheta teliosis là một loài ruồi trong họ Tachinidae.